# Octave Gengou
Octave Gengou (né le 27 février 1875 à Ouffet et décédé le 25 avril 1957 à Bruxelles) était un bactériologiste belge. Il a étudié avec Jules Bordet la bactérie Bordetella pertussis.

## Biographie
Âgé de 22 ans, il obtient son doctorat à l'Université de Liège, puis est nommé directeur adjoint de l'Institut Pasteur du Brabant. En 1945, il devient professeur émérite à l'Université de Bruxelles.
Octave Gengou a travaillé à l'Institut Pasteur belge à Bruxelles. Avec Jules Bordet, il isole Bordetella pertussis en culture pure en 1906 et la déclare comme cause de la coqueluche. En 1912, il participa à développer le premier vaccin contre la coqueluche. Il a également travaillé sur diverses recherches fondamentales importantes sur un test désormais courant pour les maladies (par exemple le « test Wassermann » d'August von Wassermann).
Il fut secrétaire général de l'Œuvre nationale belge contre la tuberculose et président honoraire de la Ligue nationale belge contre la tuberculose.

## Œuvres publiées
Avec Jules Bordet, il collabore aux ouvrages suivants :
- Contribution à l'étude de la coagulation du sang, 1903 – Contribution à l'étude de la coagulation sanguine.
- Le Microbe de la coqueluche, 1906 – Le microbe « coqueluche ».
- Note complémentaire sur le microbe de la coqueluche, 1906 – Notes complémentaires sur le microbe « coqueluche ».
- L'Endotoxine coquelucheuse, 1909 – L'endotoxine coquelucheuse.
- Étiologie de la coqueluche. État actuel de la question , 1909 – Étiologie de la coqueluche. État actuel de la question.
- La Coagglutination des globules rouges par les mélanges des anticorps et des antigènes albumineux, 1911 – Coagglutination des globules rouges par des mélanges d'anticorps albumines et d'antigènes.
- Le Diagnostic de la coqueluche fruste par la méthode de la fixation d'alexine, 1911[3].

## Voir également
- Immunologie